# Tropicus infidus
Tropicus infidus är en skalbaggsart som beskrevs av Miller 1992. Tropicus infidus ingår i släktet Tropicus och familjen strandgrävbaggar. Inga underarter finns listade i Catalogue of Life.